# Gare d'Ajikawaguchi
La gare d'Ajikawaguchi (安治川口駅, Ajikawaguchi-eki) est une gare ferroviaire de la West Japan Railway Company (JR West), située dans l'arrondissement Konohana-ku, de la ville d'Osaka au Japon.

## Situation ferroviaire
La gare d'Ajikawaguchi est située au point kilométrique (PK) 2,4 de la ligne Sakurajima (également appelée ligne JR Yumesaki).

## Histoire
La gare a été inaugurée le 5 avril 1898. Le 29 janvier 1940, le déraillement et l’incendie d’un autorail au niveau de la gare fait 189 morts.

## Service des voyageurs

### Accueil
La gare dispose d'un bâtiment voyageurs, avec guichets, ouvert tous les jours. 

### Desserte
La gare dispose d'un quai central desservant deux directions.
- Ligne Sakurajima (Ligne JR Yumesaki) :
  - voie 1 : direction Nishikujō (interconnexion avec la ligne circulaire d'Osaka pour Osaka et Tennōji)
  - voie 2 : direction Sakurajima

## Galerie

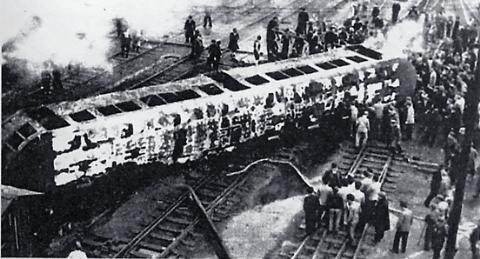
Dégâts de l'incendie de 1940.
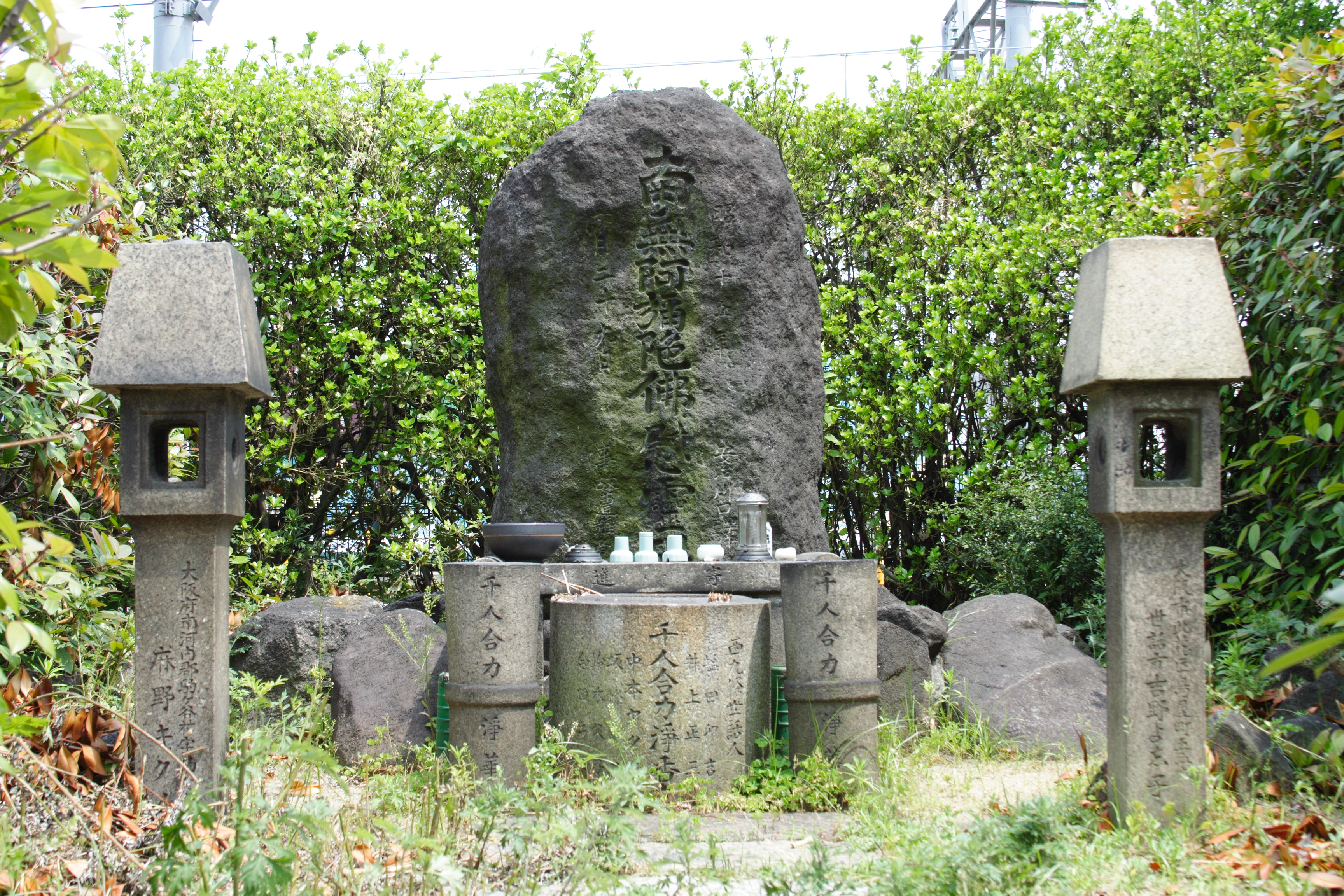
Monument aux victimes de l'incendie de 1940.